# ديفيد س. غيري
ديفيد س. غيري (بالإنجليزية: David C. Geary)‏ هو عالم نفس أمريكي، ولد في 7 يونيو 1957 في بروفيدنس في الولايات المتحدة.